# Macchi M.33
Die Macchi M.33 war ein italienisches Flugboot, das zur Teilnahme an der Schneider-Trophy 1925 gebaut wurde.

## Geschichte
Der Wettbewerb 1925 fand in Baltimore, Maryland, USA, statt. Zwei Macchi M.33 nahmen teil, geflogen von Giovanni De Briganti und Leutnant Morselli. De Briganti erreichte mit seiner Maschine den dritten Platz mit einer Durchschnittsgeschwindigkeit von 271,08 km/h. Damit war Macchi weit abgeschlagen – die Geschwindigkeit des Siegers betrug 374,28 km/h. Im folgenden Jahr erschien Macchi mit dem konventionellen Entwurf M.39 mit Rennmotor von Fiat und gewann.

## Konstruktion
Das einsitzige Flugboot in Holzbauweise hatte als Antrieb einen US-amerikanischen Hochleistungsmotor von Curtiss in einer Triebwerkszelle oberhalb des Rumpfes. Der Zweiblattpropeller wurde direkt von der Kurbelwelle des Zwölfzylinder-V-Motors angetrieben.

## Technische Daten
| Kenngröße  | Daten                                                    |
| ---------- | -------------------------------------------------------- |
| Besatzung  | 1                                                        |
| Länge      | 8,34 m                                                   |
| Spannweite | 9,74 m                                                   |
| Leermasse  | 1255 kg                                                  |
| Triebwerk  | ein 12-Zylinder-V-Motor Curtiss D12A mit 500 PS (368 kW) |